# Radu Munteanu
Radu Munteanu a fost un zugrav peregrin de biserici, originar din Țara Lăpușului. Anca Pop-Bratu consideră că „prin opera lui Radu Munteanu, pictura murală de tradiție postbizantină atinge faze de rusticizare care o înrudesc stilistic cu pictura icoanelor pe sticlă”.

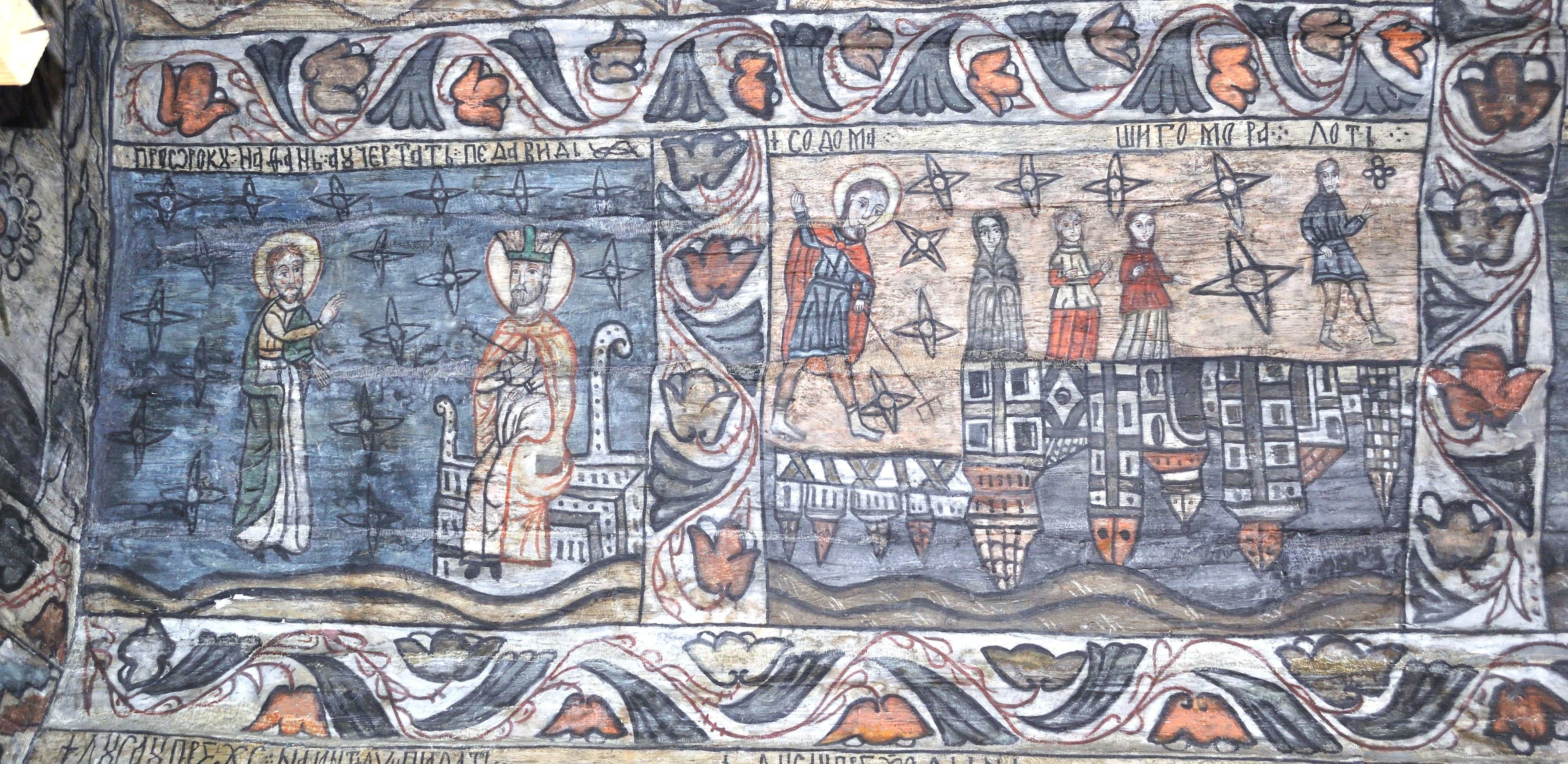
Pronaosul bisericii de lemn din Desești: Proorocul Natan îl ceartă pe David; Arderea Somorei şi Gomorei (În pronaos se află următoarea inscripție: „1780, au plătit această tindă de o au zugrăvit gazdele satului az pisan (am scris eu) Radu Munteanu zugravu”)

## Viața și activitatea
Radu Munteanu a fost originar din Ungureni, un sat din Țara Lăpușului. Prima urmă cronologică din bogata activitate a acestui pictor este icoana realizată în anul 1767 pentru biserica din Lăpuș, icoană înfățișând Sfânta Treime. După patru ani era prezent la Botiza, unde lăsa o însemnare pe un „Apostol”. În același an, 1771, a pictat câteva icoane pentru biserica din satul învecinat Glod. În anul 1780 a realizat una din cele mai importante creații ale sale, semnând, ca meșter principal, alături de Gheorghe, pictura bisericii din Desești.

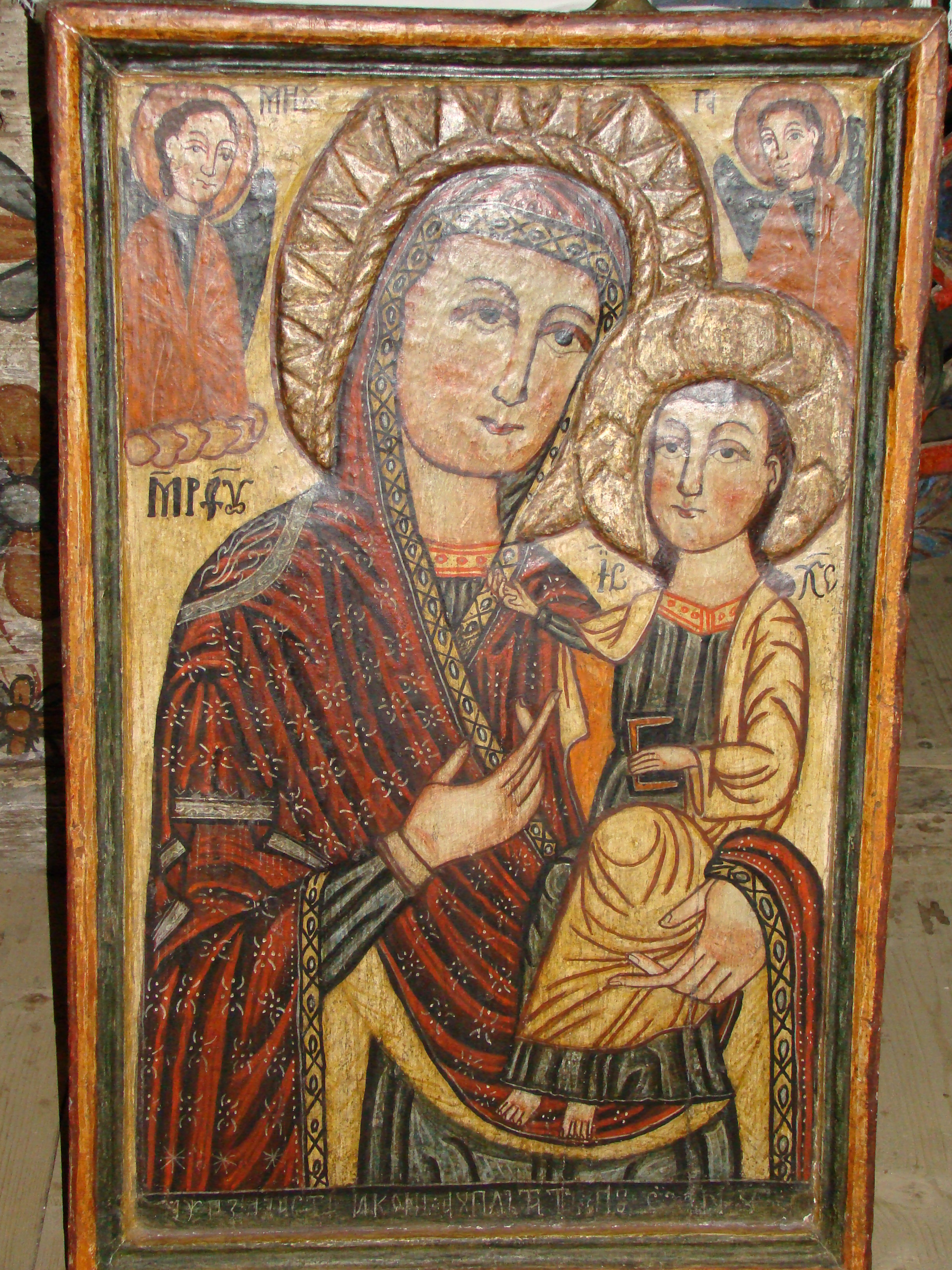
Maica Domnului cu Pruncul (Biserica de lemn din Rogoz)

În perioada 1782-1785 a activat în Lăpuș, pictând mai întâi biserica din satul natal, Ungureni, și icoanele pentru aceasta. Apoi (în 1785) marchează un alt reper important în activitatea sa, realizând, împreună cu zugravul Nicolae Man, din Poiana Porcului, pictura bisericii Sfinții Arhangheli din Rogoz.  În același an a relizat proscomidiarul bisericii din Poienile Izei, iar după doi ani se întoarce la biserica din Desești, pentru care pictează câteva icoane.

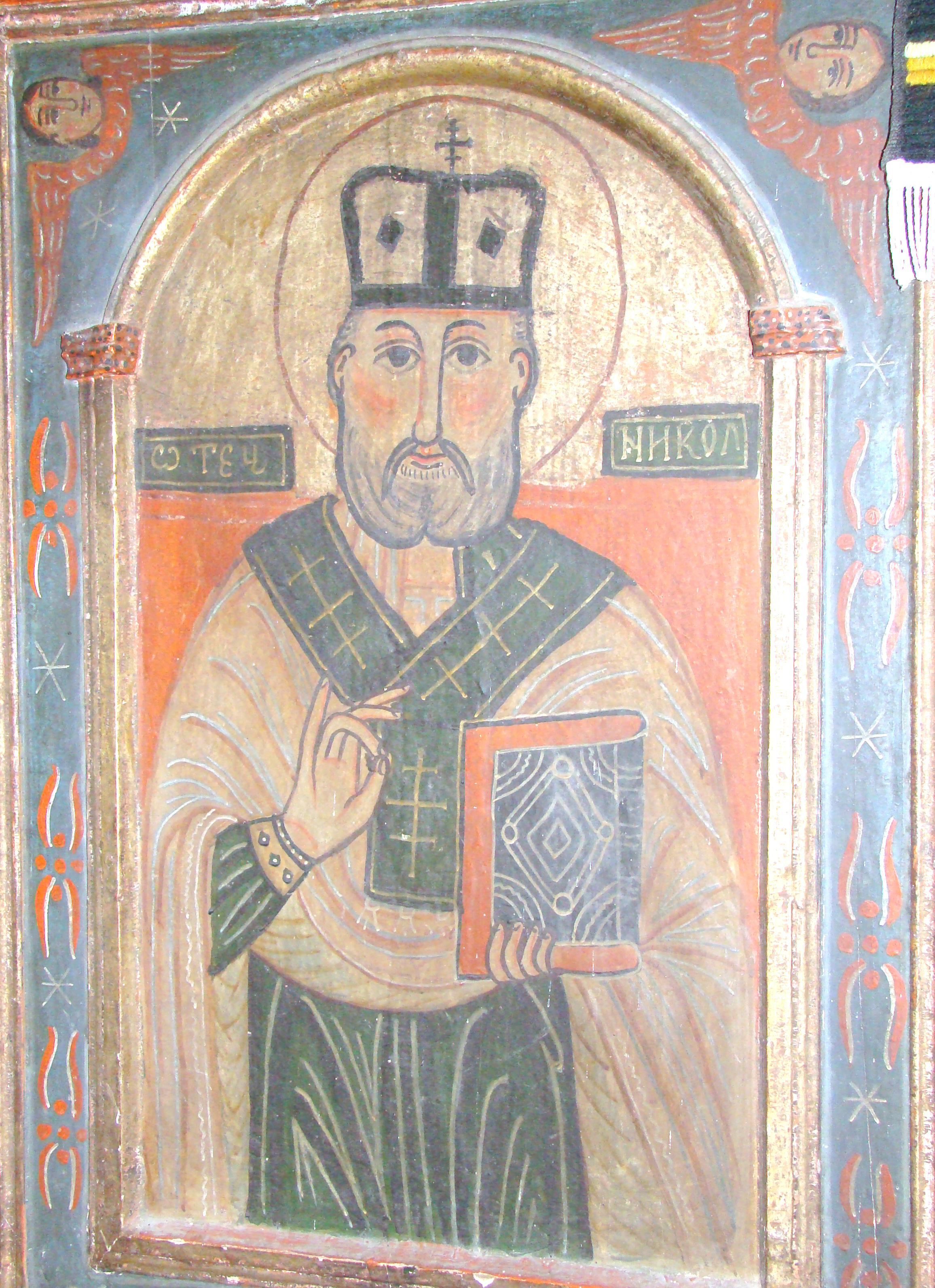
Icoană pe lemn: Sfântul Nicolae (Biserica de lemn Intrarea în Biserică din Dobricul Lăpușului)

În perioada următoare a lucrat pe Valea Cosăului, pictând icoane pentru bisericile din Sârbi Susani și Sârbi Josani și o cruce de mână pentru biserica din Budești Susani (în 1793). În 1794 îl regăsim pictând icoane pe valea Someșului (o parte din acestea s-au păstrat în parohia Chiuiești). În perioada 1798-1800 a pictat din nou în Lăpuș, realizând pictura celor două biserici din Dobricu Lăpușului.
Stilul lui Radu Munteanu, vesel și colorat, a făcut prozeliți (ucenici) în zona Lăpușului, de o factură asemănătoare cu ansamblurile semnate de acesta, fiind și pictura bisericilor din Libotin, Frâncenii Boiului și cele două biserici de lemn din Cupșeni.

## Imagini

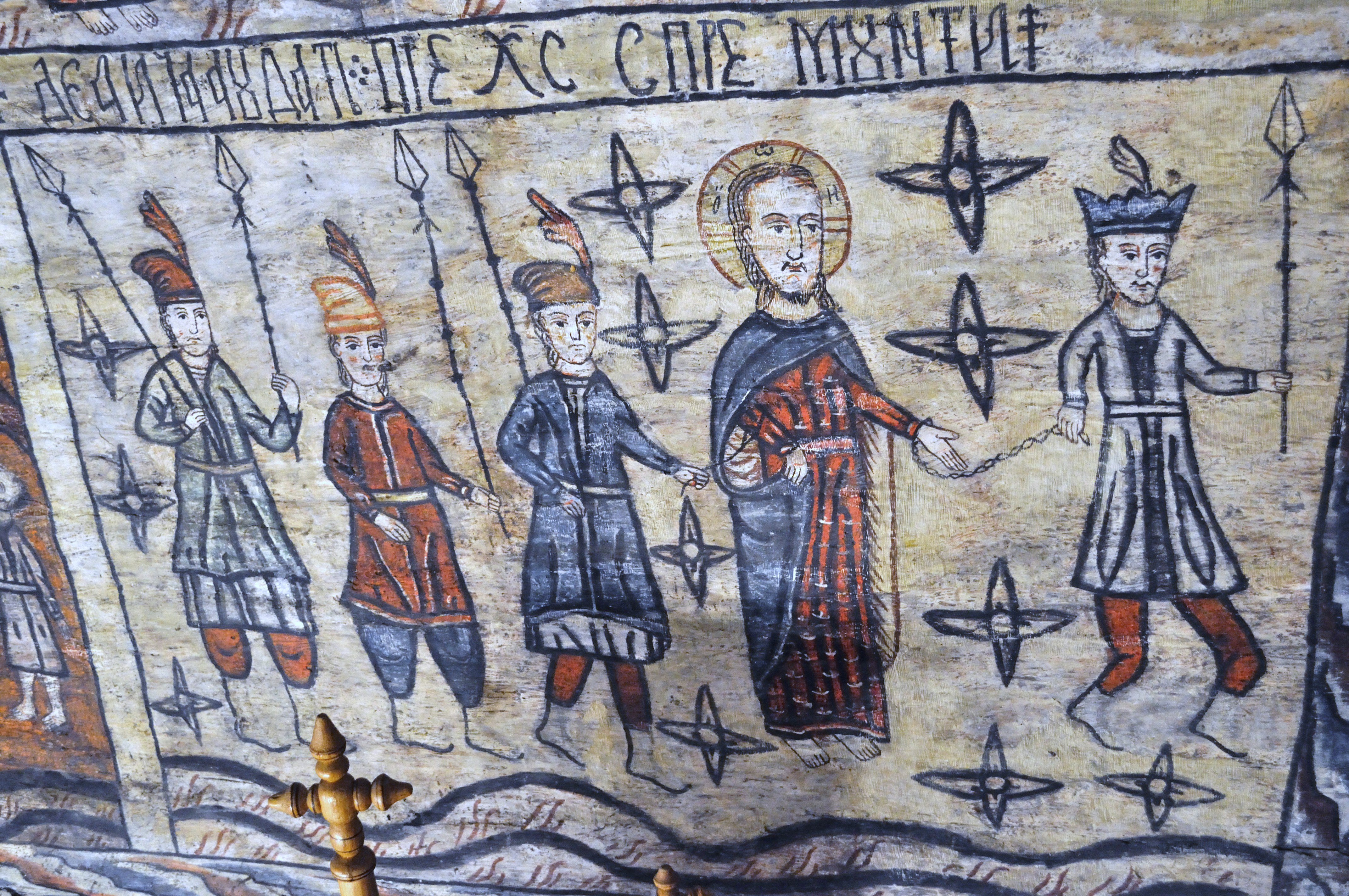
Scenă din ciclul Patimilor lui Isus: „Isus spre mucenicie” (Biserica de lemn din Deseşti)
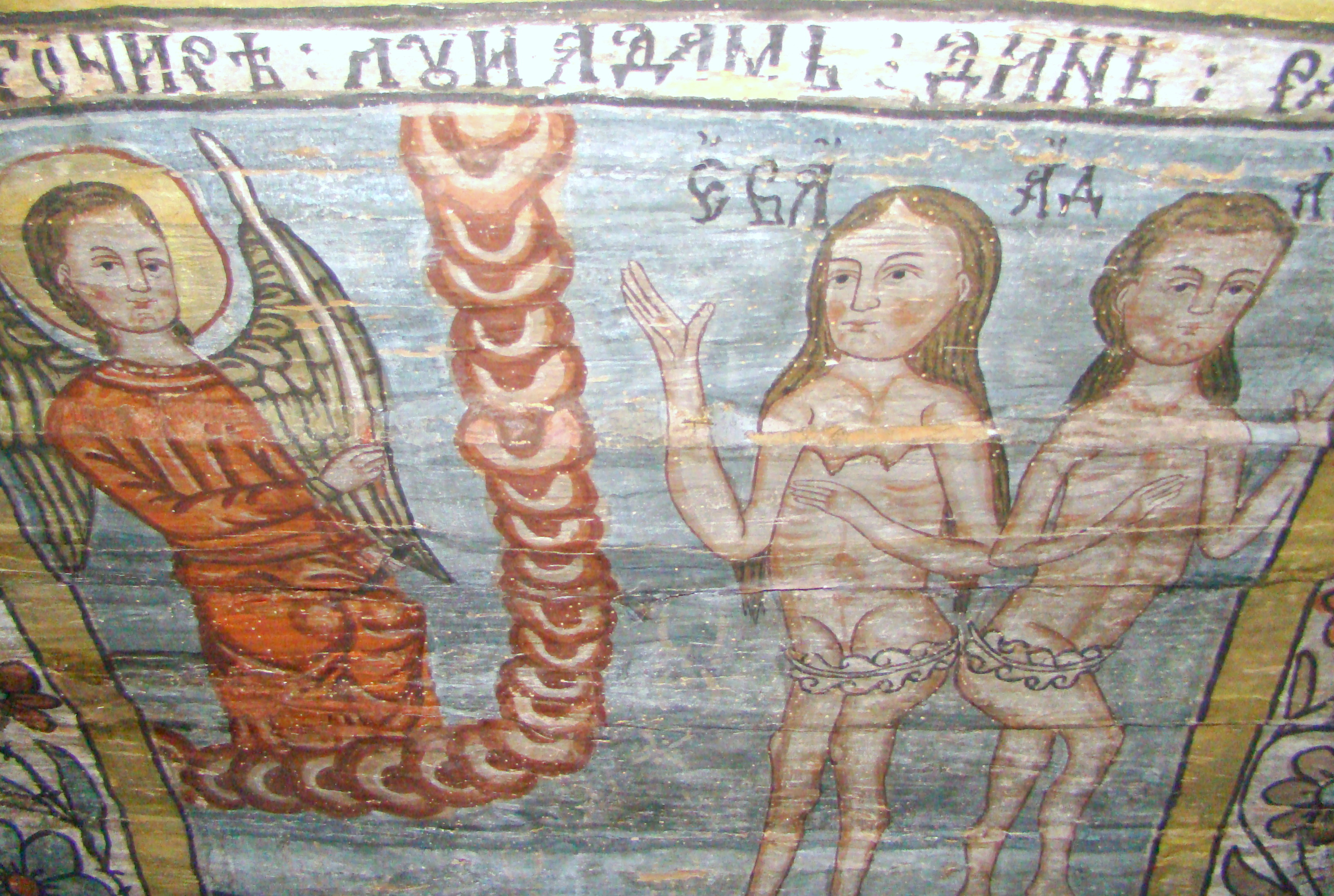
Izgonirea din Rai (Biserica de lemn Sfinții Arhangheli din Rogoz)
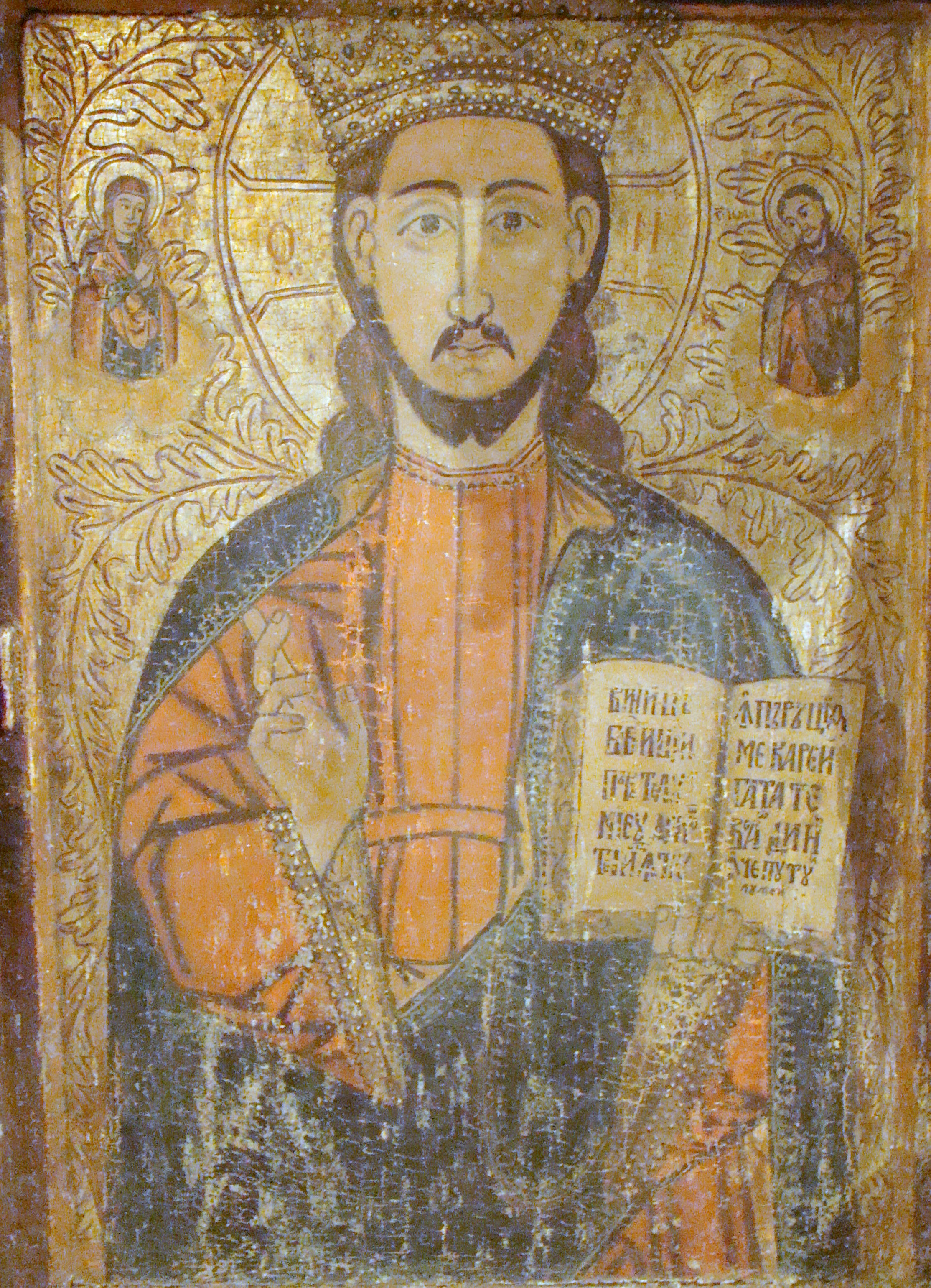
Deisis (Biserica de lemn din Sârbi Susani)
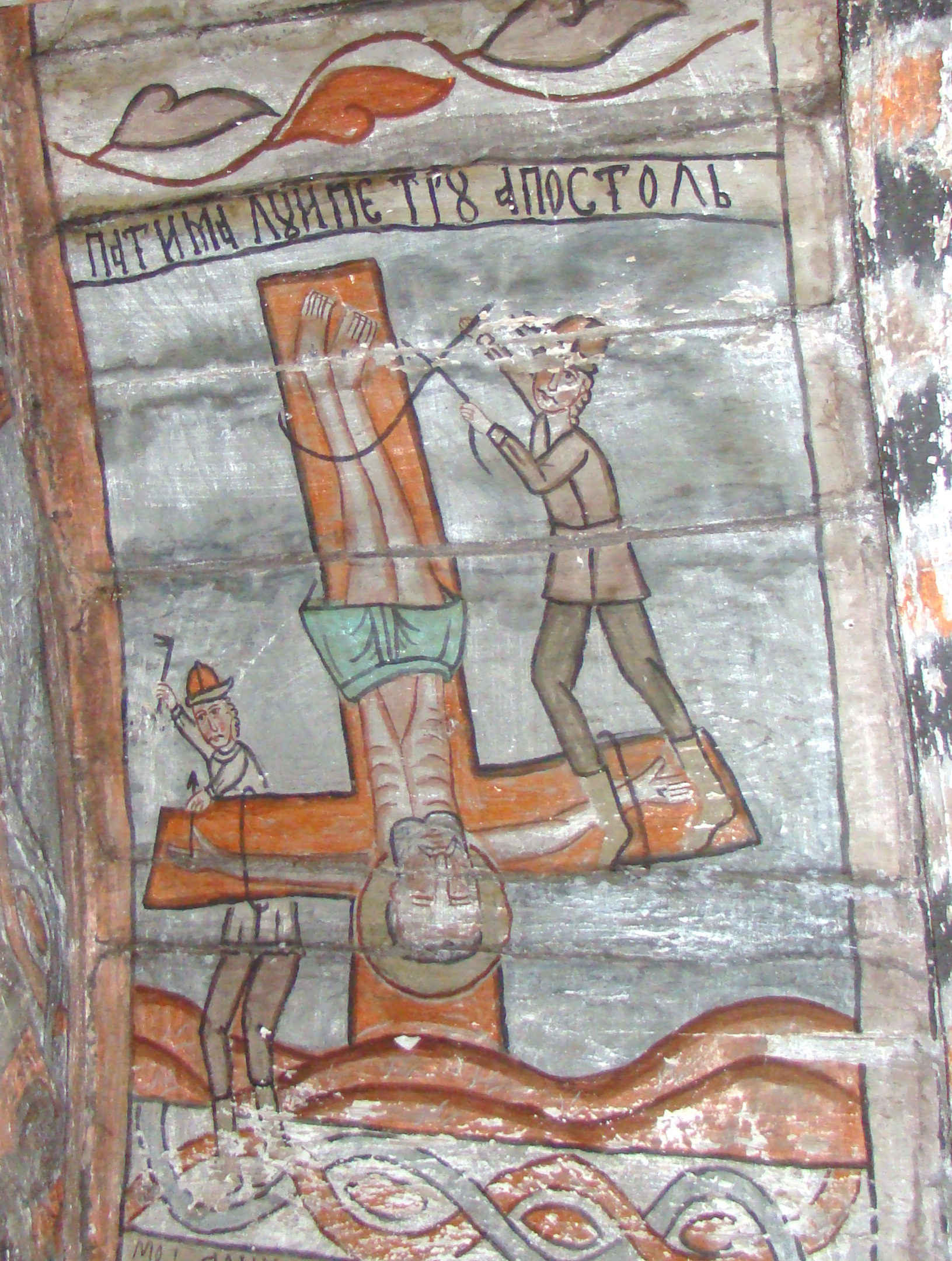
Răstignirea Sfântului Petru (Biserica de lemn Sf. Arhangheli din Dobricul Lăpuşului)
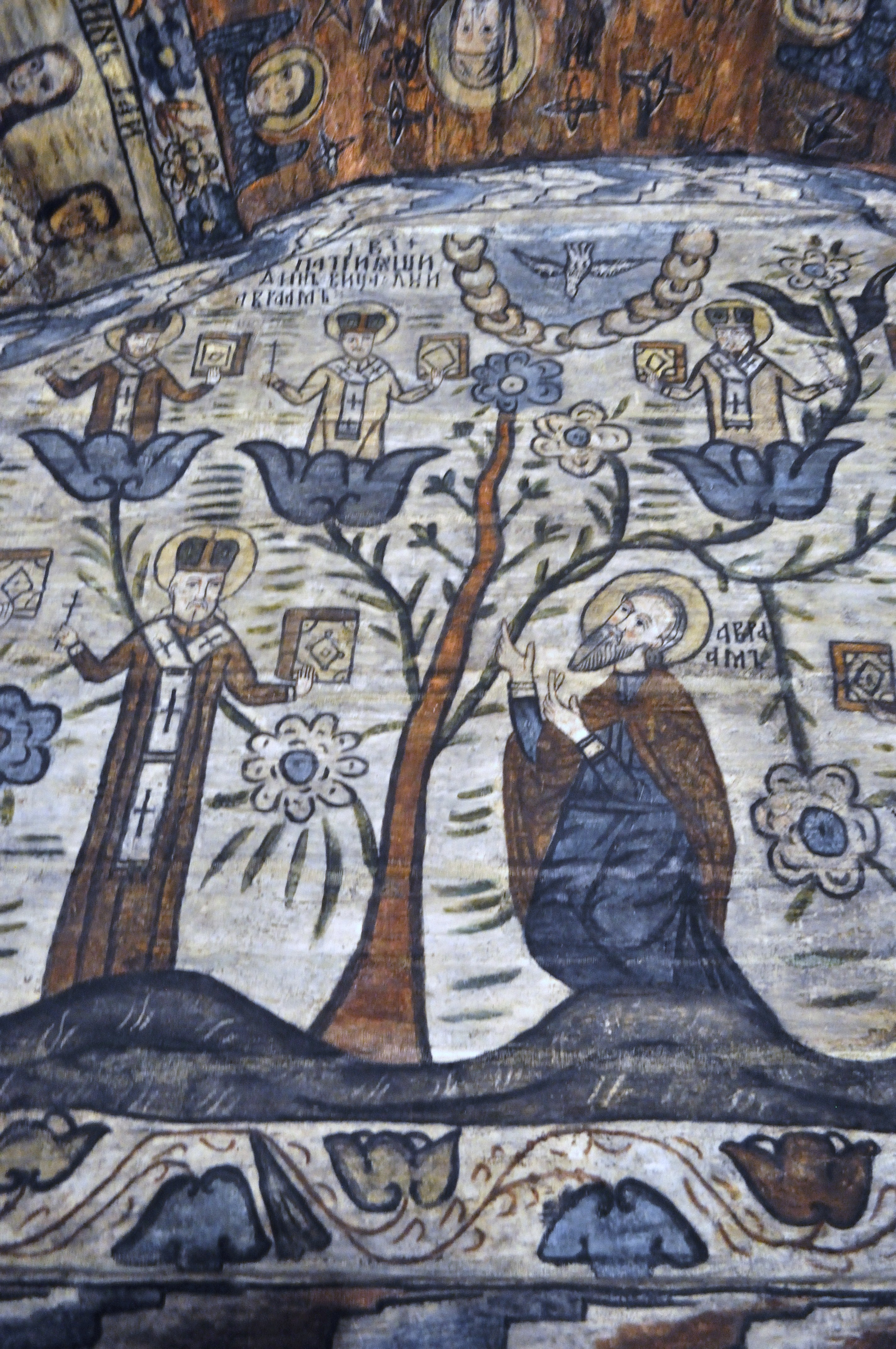
Arborele patriarhilor (Biserica de lemn din Deseşti)
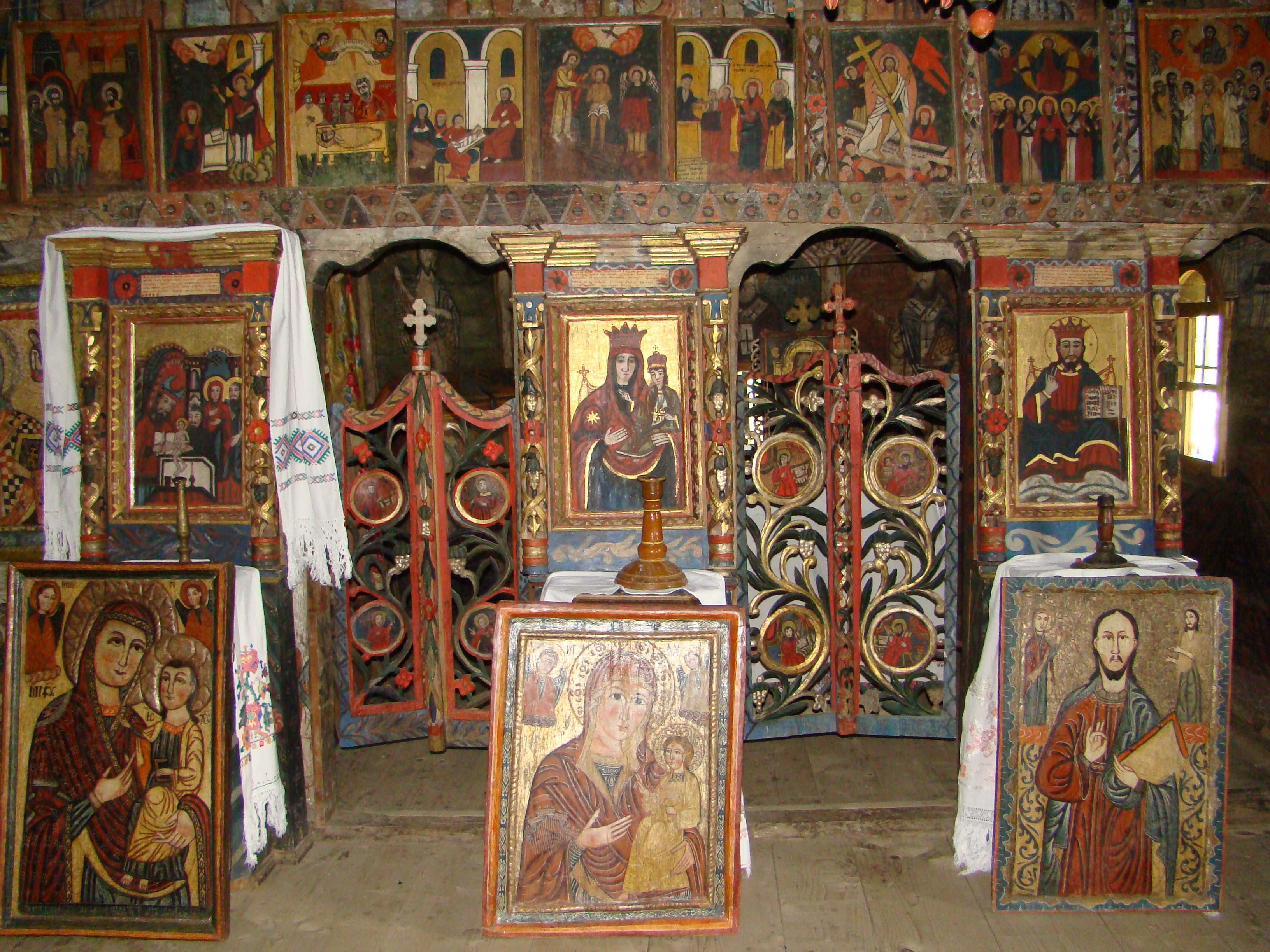
Iconostasul cu două rânduri de icoane împărăteşti (Biserica de lemn Sfinții Arhangheli din Rogoz)
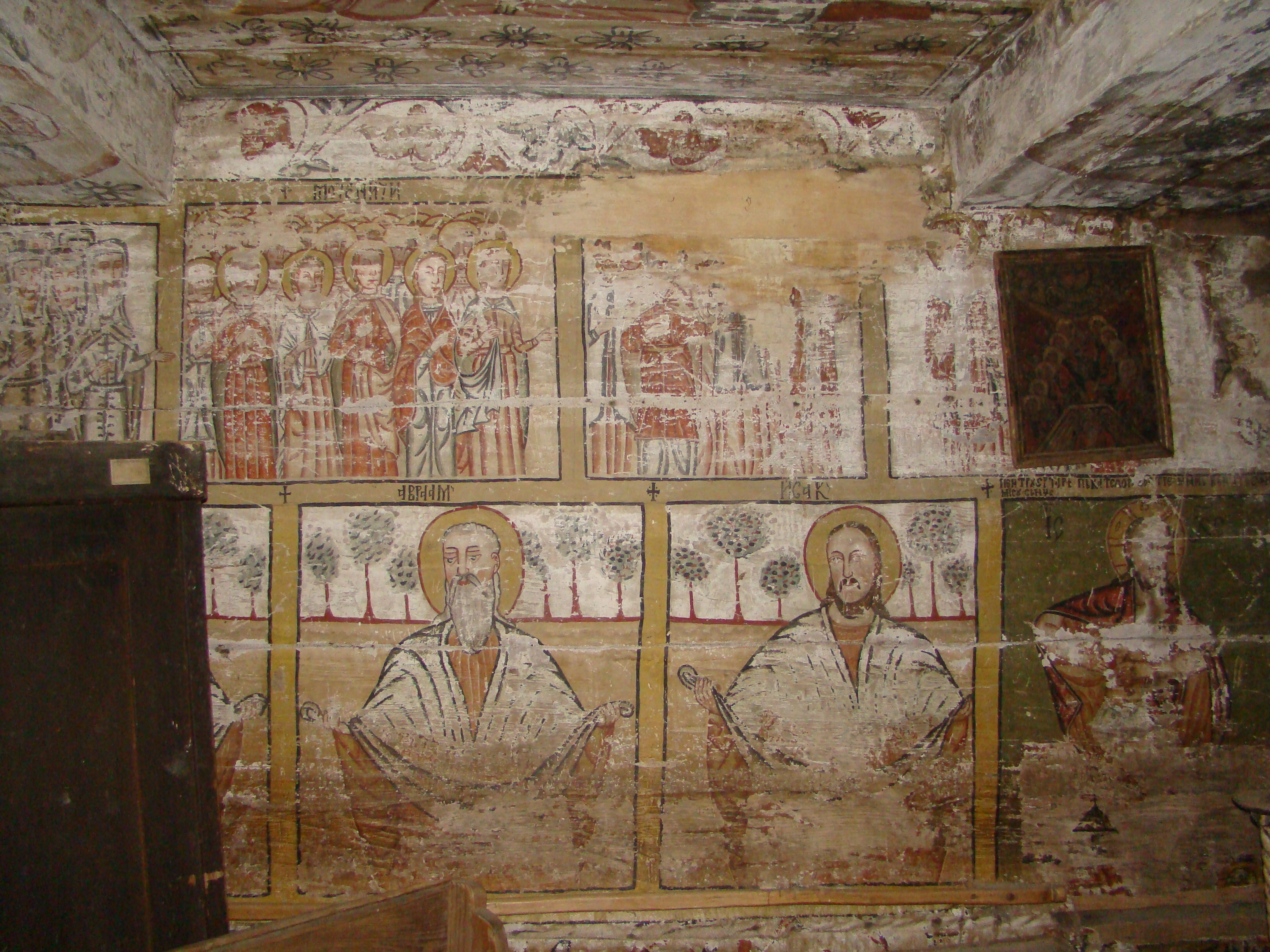
Pronaosul bisericii de lemn din Ungureni
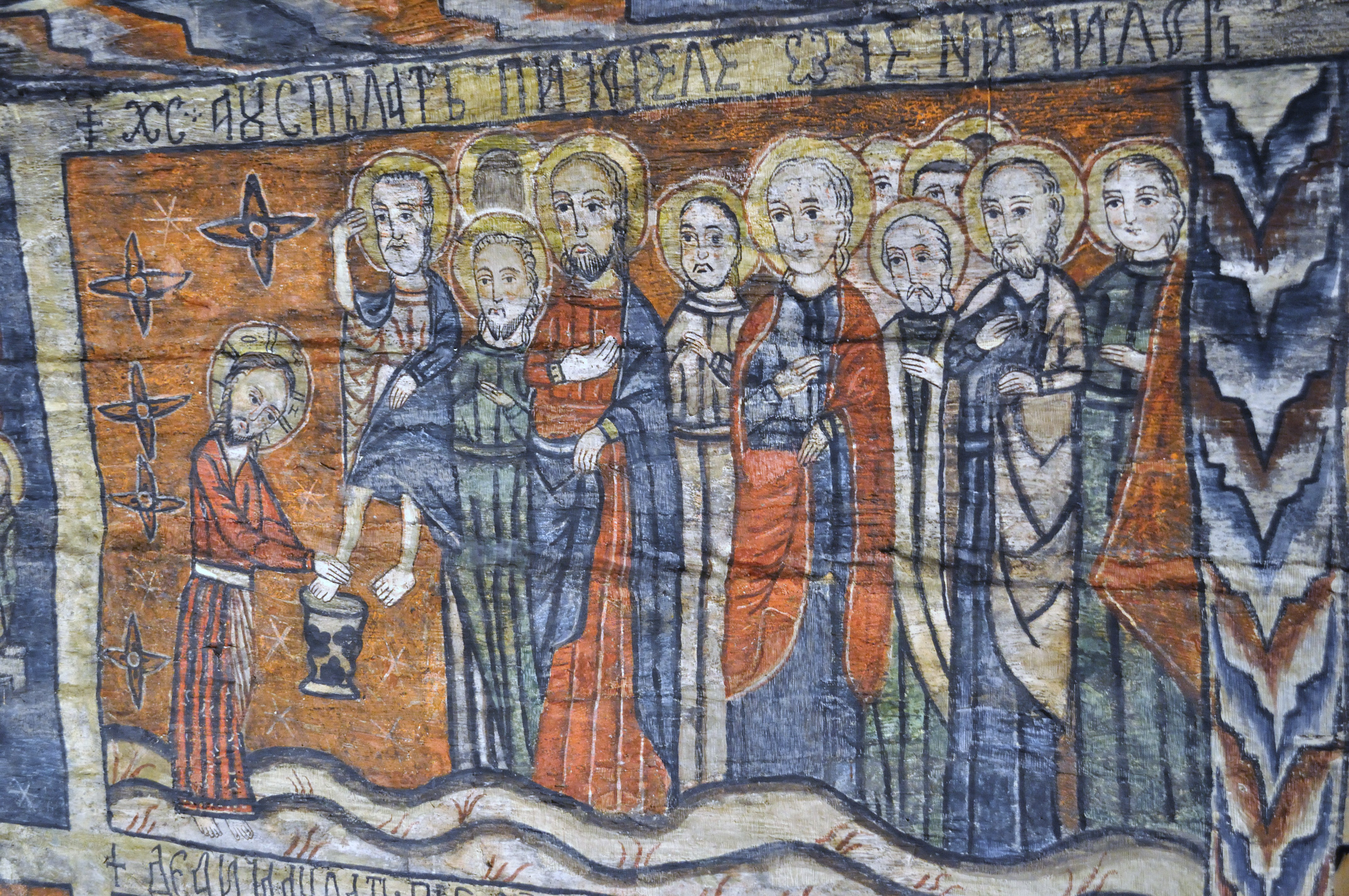
Spălarea picioarelor (Biserica de lemn din Deseşti)